# 格鲁特岛
格鲁特岛（荷蘭語：Groote Eylandt）是澳大利亞北領地的卡奔塔利亞灣的最大岛屿，也是澳大利亞全國的第四大島嶼，面积有2326平方公里。位于安海姆地以東50公里。1623年威廉船長（Willem van Coolsteerdt）带领荷蘭船安海姆號途径此地，发现此岛。1644年塔斯曼船長（Abel Tasman）環行澳洲大陸，以荷兰语 Groote Eylandt 命名该岛，意为“大岛”。
原住民在该岛上居住已有數千年。1921年，歐洲傳教士到达岛上，設立教堂。1943年，在岛上设立澳洲皇家空軍基地；1976年北領地原住民土地法（Aboriginee Land Rights Act, N.T.）获得通过，岛屿權益重回原住民手中。

## 礦業
必和必拓一子公司自1960年代在岛上从事锰矿开采，每年锰矿石产量达380万吨，占到世界总产量的四分之一。

## 漁業
過往島上漁業對公眾開放，只要向政府申領許可；現時當地的原住民土地議會並不鼓勵旅遊業，所以島上只有一座渡假村形式的酒店接待遊客。本島除了有精緻的原住民石畫、藝術、工藝品而知名，也是知名的釣魚運動場所：旗魚、鮪魚、康氏马鲛、珍鲹、皇后石首魚、鳃棘鲈等各種魚類均可在島的海域釣得。不過，這些海域亦有海蛇出沒，釣客需要提神。2018年10月初，一名英國年輕男子就在收網時被撈獲的一條海蛇咬死。